# Trelleborg

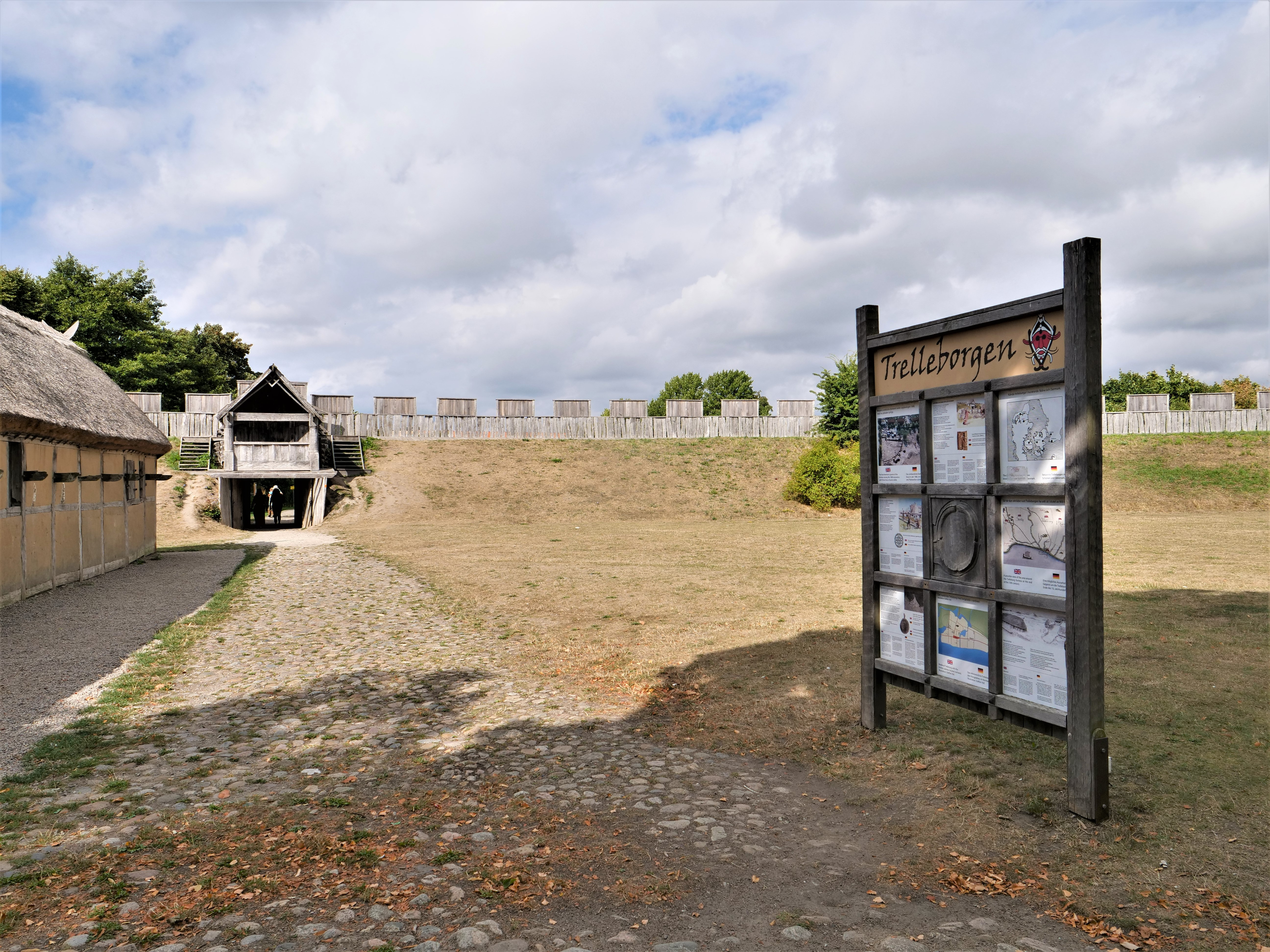
Zuweg zur historischen Trelleborg

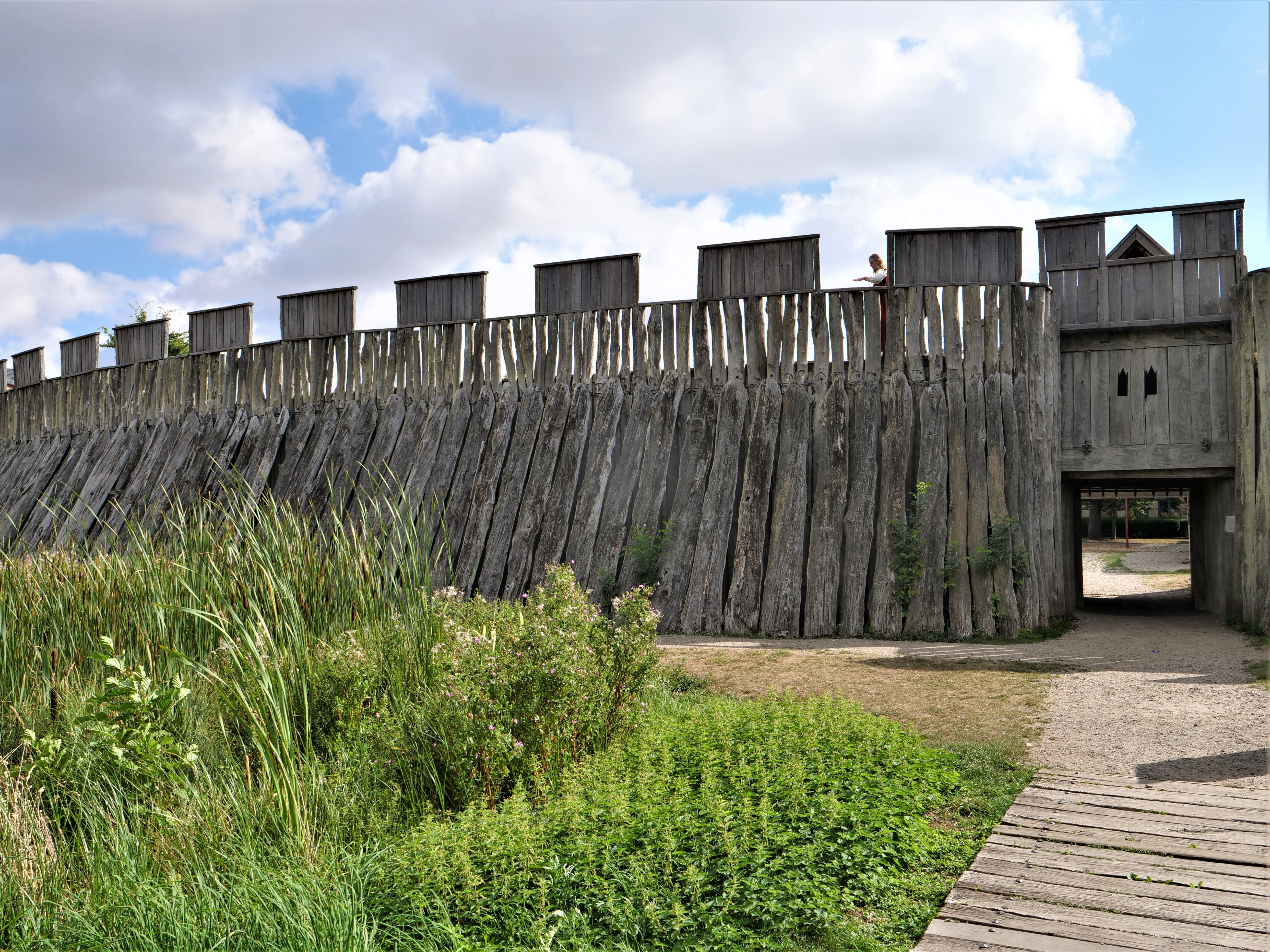
Rekonstruktionsabschnitt der historischen Burganlage

Trelleborg (Standardschwedisch: [ˌtɾɛlˑəˈbɔɪ̯]; städtischer Dialekt: [ˌtʁɑlˑəˈbɔɪ̯]) ist eine Stadt in der schwedischen Provinz Skåne län und der historischen Provinz Schonen. Die südlichste Stadt Schwedens liegt rund 30 km südlich von Malmö in der Öresundregion. Trelleborg ist der Hauptort der Gemeinde Trelleborg.

## Geschichte und Sehenswürdigkeiten
Sehenswert ist die alte Bebauung um den Gamla Torg (alter Marktplatz) sowie die Klosterruine (Klostergränden). Nicht weit von Trelleborg findet man auch die Skegriedösen, mit einem Alter von über 5000 Jahren. Der Langdolmen liegt direkt an der Europastraße 6 und ist umgeben von 18 Steinen.
In der Wikingerzeit, nach 980, ließ König Sven Gabelbart die Trelleborg (dänisch/schwedisch trelleborg) errichten, die jedoch ab dem Jahr 1000 verlassen wurde. Teilrekonstruiert ist sie heute wieder der Öffentlichkeit zugänglich. Heute, nach 1000 Jahren des Vergessens, erhebt sich die Trelleborg wieder, allerdings nur zu etwa einem Viertel rekonstruiert. Der Aufbau der Wikingerburg begann im Frühjahr 1994. Die im schwedischen Schonen gelegene Burg ist die fünfte wiederentdeckte Anlage des sogenannten „Trelleborg-Typs“, von denen vier in Dänemark liegen: Trelleborg/Insel Seeland, Nonnebakken/Insel Fünen, Fyrkat in Ostjütland und Aggersborg in Nordjütland. Das neue Wahrzeichen der schwedischen Stadt entstand exakt an der Stelle, wo es 1988 entdeckt wurde. Die rekonstruierte Trelleborg zeigt sich heute wie damals als imposante Anlage in Holz- und Erde-Konstruktion. Im Parkgelände vor dem Burgwall fanden zwei moderne „Runensteine“ ihren Platz. Die „Runeninschrift“ des größeren sagt ins Deutsche übersetzt aus: „Spuren der Erde sprachen in unserer Zeit, und wieder wurde die Burg erbaut, die der Stadt den Namen gab.“ (Zit. L. Mohr 1999, S. 100)
Im Jahre 1257 wurde der Ort zum ersten Mal schriftlich erwähnt, als Trelleborg zusammen mit dem nahen Malmö vom dänischen König Erik Plovpenning dem jungen Brautpaar Sophie von Dänemark, seiner Tochter, und Valdemar Birgersson, der als Waldemar I. König von Schweden war, zum Hochzeitsgeschenk gemacht wurde. Allerdings wurde Trelleborg bald von den Dänen zurückerobert. Endgültig ging der Ort erst 1658 an Schweden (Frieden von Roskilde) als Dänemark ganz Schonen an Schweden verlor.
Seinen Status als Stadt verlor Trelleborg im April 1619 und erlangte die vollen Stadtrechte erst 1867 wieder, nachdem ihr schon 1840 der Status einer Handelsstadt zugestanden worden war.
Die Kirche St. Nicolai wurde von 1881 bis 1883 nach Plänen von Helgo Zettervall erbaut. Sie ersetzte einen Vorgängerbau aus den 1260er Jahren. Im Stadtmuseum mit dem Schwerpunkt Vor- und Frühgeschichte der Region finden auch Wechselausstellungen über die Wikingerzeit statt. Die Ebbes Konsthall zeigt Skulpturen des Bildhauers Axel Ebbe und wechselnde Ausstellungen.
Von Axel Ebbe wurde auch die Statue einer nackten Frau geschaffen, die seit 1930 über den Hafen blickt. Modell für das Kunstwerk mit dem Titel Famntaget (dt. „Umarmung“) stand Birgit Holmquist, die Großmutter der US-amerikanischen Schauspielerin Uma Thurman.
Auf der Ostseite des Gemeindefriedhofes liegt ein deutsches Gräberfeld mit 103 Kriegstoten des Zweiten Weltkrieges und zehn Gefallenen des Ersten Weltkrieges, die hier, im neutralen Schweden, ihre letzte Ruhestätte fanden.
Um die südliche Lage der Stadt zu verdeutlichen, werden jeden Sommer von der Stadtverwaltung an der Straße, die parallel zum Hafen verläuft, Kübel mit Palmen aufgestellt.

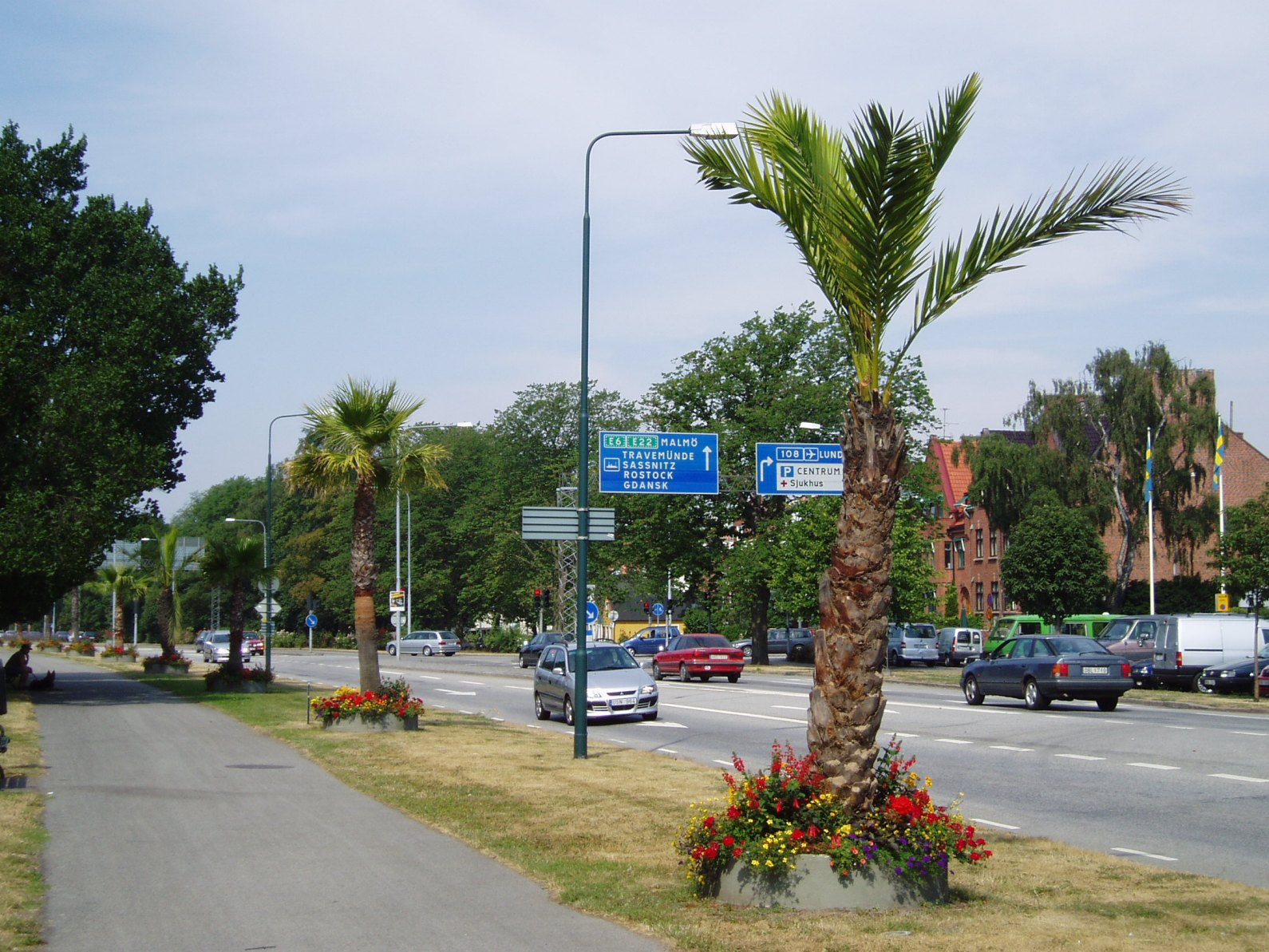
Palmen in Hafennähe
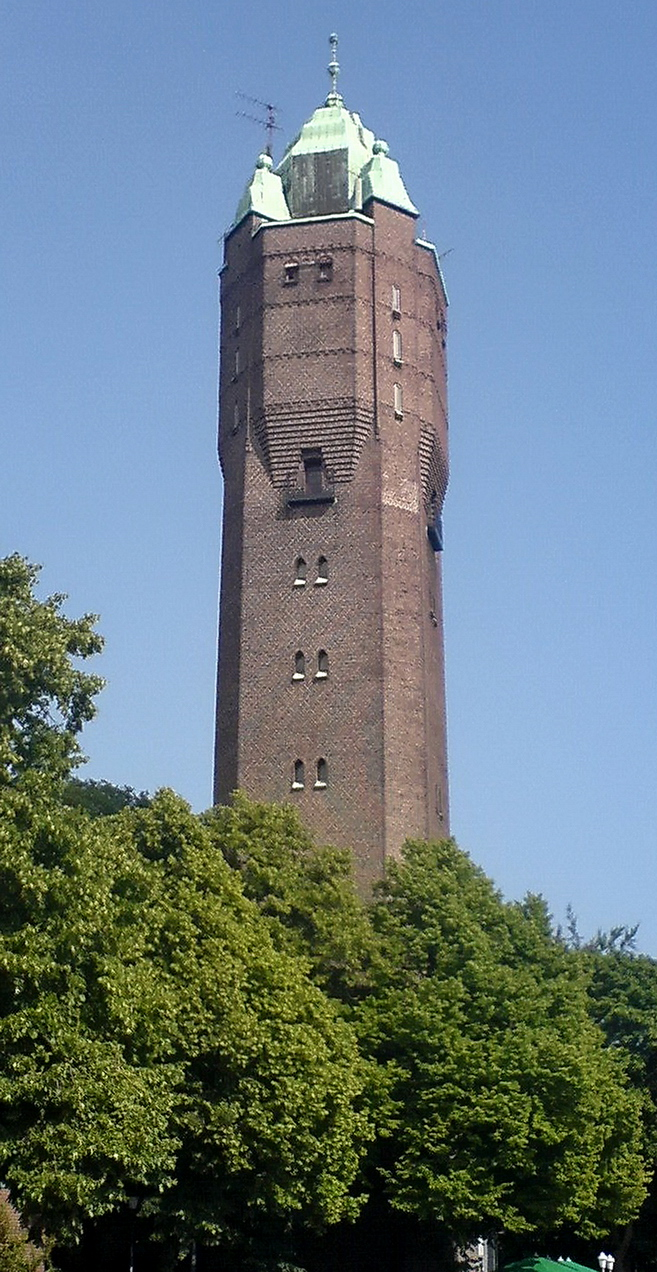
Historischer Wasserturm Trelleborg von 1911 im Stadtpark
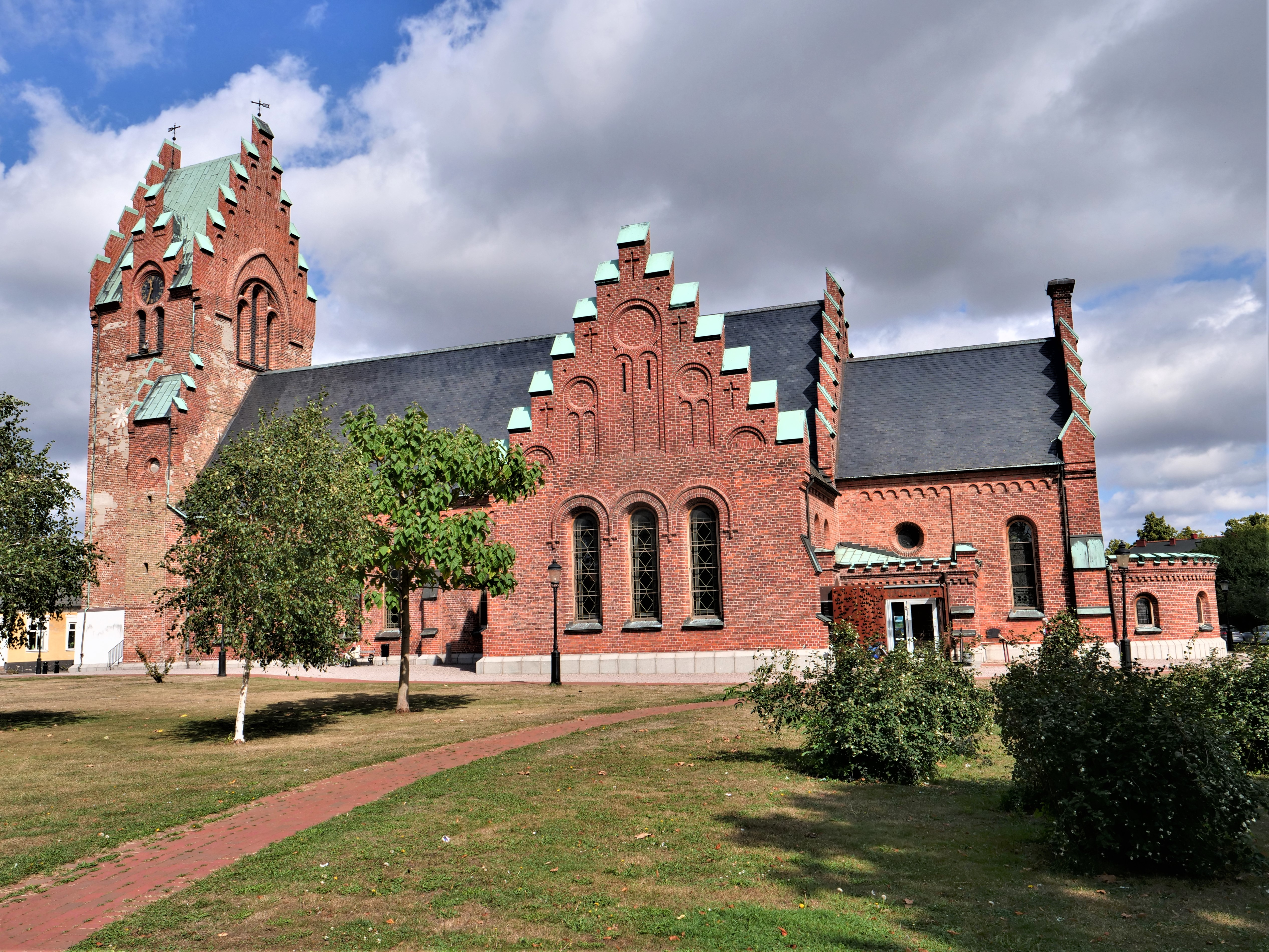
Sankt Nicolai kyrka
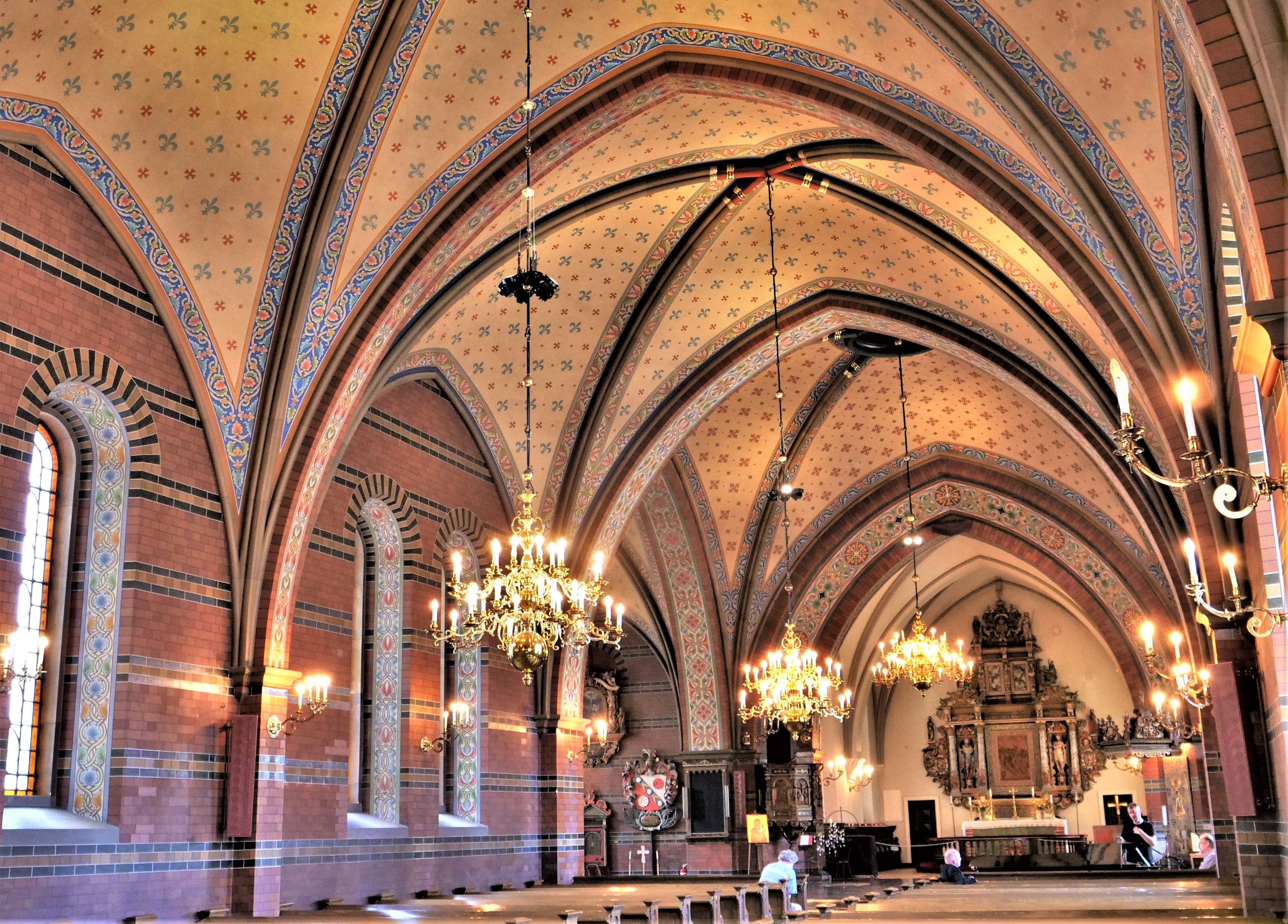
Innenraum von Sankt Nicolai

## Verkehr

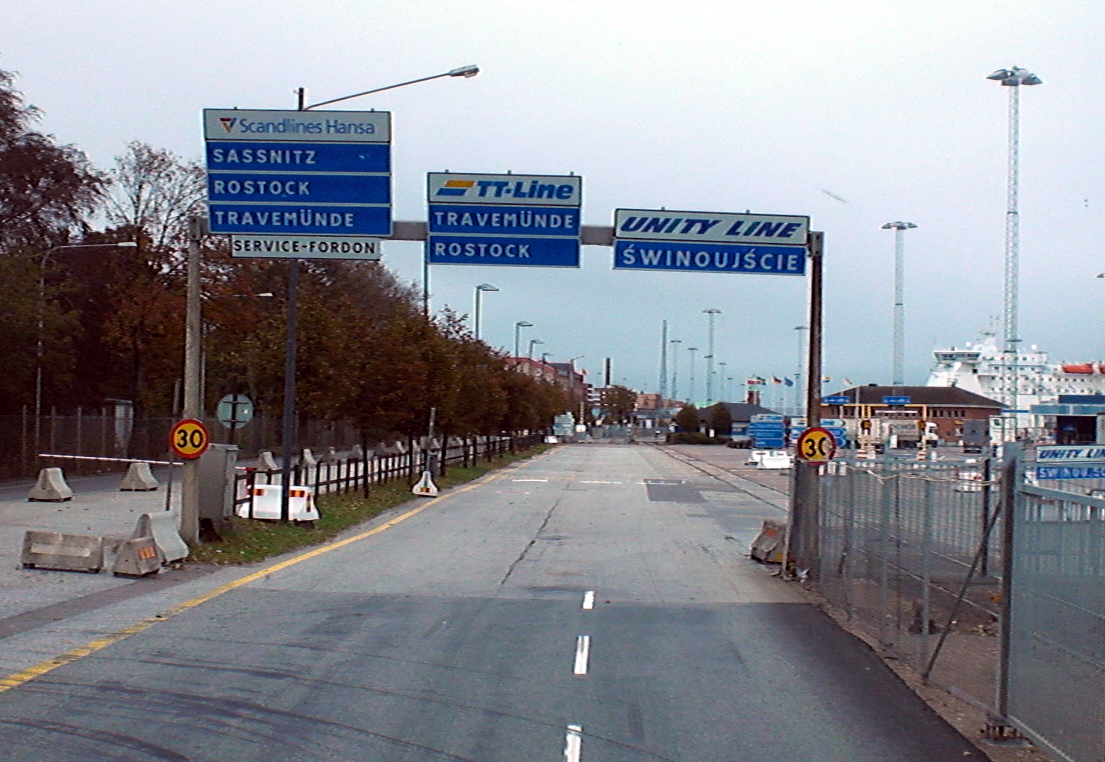
Einfahrt (Travemündeallén) zum Hafen von Trelleborg

1909 wurde die Fährstrecke nach Sassnitz eröffnet, die sogenannte Königslinie. Nach dem Zweiten Weltkrieg wurde die Strecke nach Lübeck-Travemünde am bedeutendsten. In den 1980er Jahren verkehrten auf der Route von und nach Travemünde die Schwesterschiffe der TT-Line Nils Holgersson und Peter Pan im Siebenstundentakt; von Sassnitz auf Rügen fuhren die Sassnitz und Rügen im Vierstundentakt. Nur auf der Route Sassnitz–Trelleborg bestand ein Kombitransport von Pkw, Lkw und Eisenbahn.
Nach der deutschen Wiedervereinigung hat der Verkehr nach Mecklenburg-Vorpommern spürbar zugenommen. Von Trelleborg bestanden Eisenbahnfährverbindungen nach Sassnitz und Rostock. Von 1998 bis 2012 wurden diese Linien von SweFerry (Stena Line) bzw. Scandlines betrieben, dann übernahm Stena Line diese Linie. Der Transport von Eisenbahnwagen wurde im Sommer 2014 auf der Königslinie eingestellt. Außerdem verkehren Fähren der TT-Line nach Rostock, Travemünde und Swinemünde. Die polnische Reederei Unity Line bietet eine Fährverbindung nach Swinemünde.
Die Bahnstrecke Malmö–Trelleborg verkehrt in einem S-Bahn-ähnlichen Verkehr (Pågatåg). Via Trelleborg verkehrte der Fernzug Berlin–Malmö über die Königslinie. Mit dem 30 km entfernten Malmö ist die Stadt außerdem über eine Buslinie verbunden. Die Europastraße 22, von Norrköping und Kalmar kommend, führte bis März 2020 via Fähre nach Sassnitz.
Aufgrund der COVID-19-Pandemie und der zu geringen Auslastung wurde die Königslinie nach Sassnitz zum April 2020 eingestellt und das Fährschiff Sassnitz in Uddevalla aufgelegt. Seit dem September 2020 bestand eine neue und mit zweieinhalb Stunden Fahrzeit auch schnellere Verbindung zwischen Trelleborg und Sassnitz. Aufgrund mangelnder Wirtschaftlichkeit wurde diese zum 30. September 2024 wieder eingestellt.

## Wirtschaft

### Trelleborgs Hamn AB

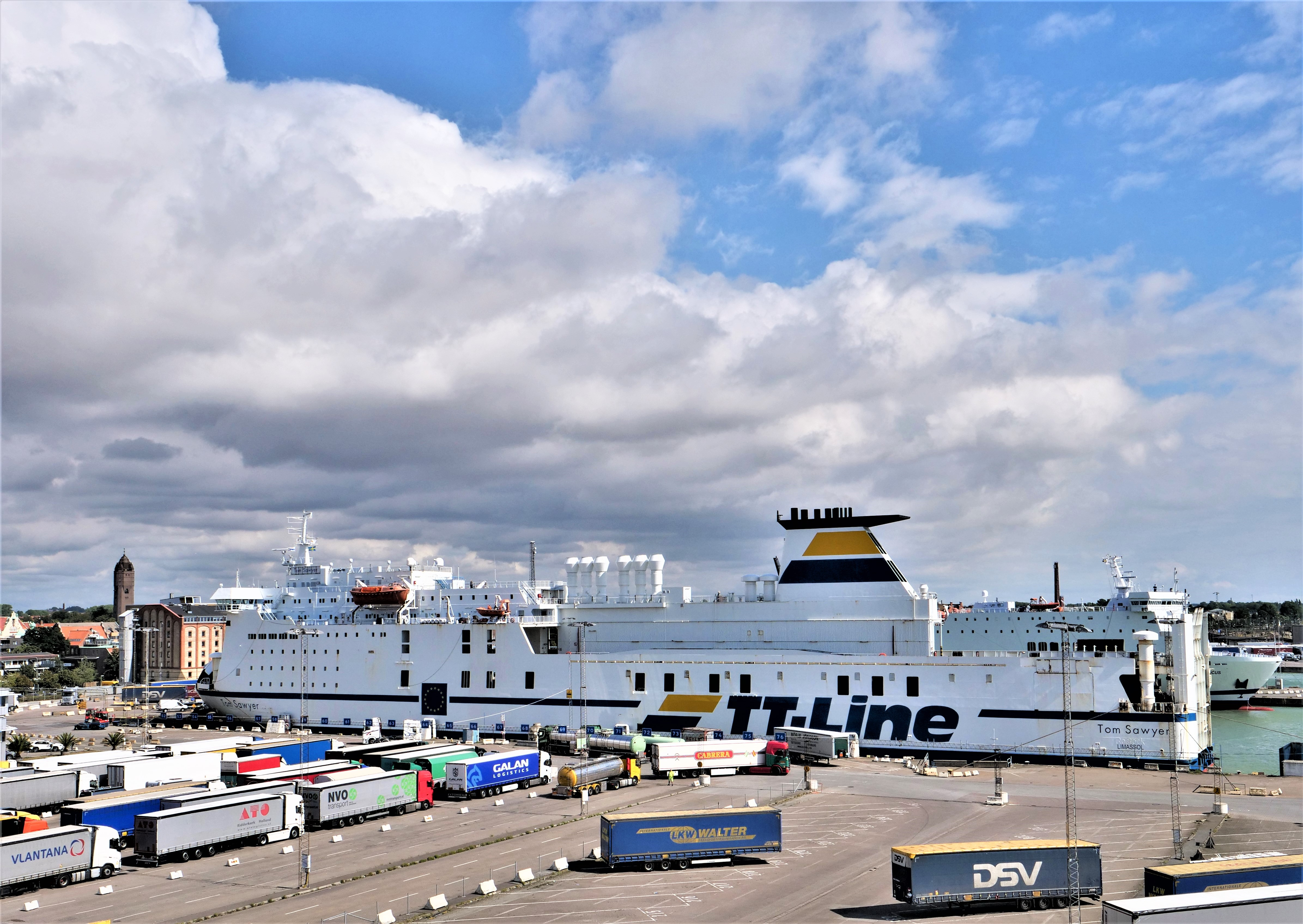
Hafenanlagen in Trelleborg

Alle Aktivitäten im Hafen liegen heute in der Hand der Trelleborgs Hamn AB, die 1999 durch die Zusammenlegung der Trelleborg Terminal AB und Trelleborgs hamn entstand. Das Unternehmen hat drei Geschäftsbereiche: Hafen, Umschlag und Immobilien. Das Unternehmen hat 97 Beschäftigte und einen Umsatz von ca. 150 Millionen Schwedischen Kronen.
Trelleborgs Hafen ist einer der größten Fähr- und RoRo-Häfen Skandinaviens. Im Jahr 2014 wurden 10,3 Millionen Tonnen Güter sowie 1,7 Millionen Passagiere abgefertigt. Trelleborg ist die schwimmende Brücke zum Kontinent – der direkte Weg von und nach Europa mit über 34 täglichen Verbindungen.

### Trelleborg AB
Trelleborg ist Sitz des Mischkonzerns Trelleborg AB, der mit 25.000 Mitarbeitern in 40 Ländern tätig ist.

## Partnerstädte
- Bitola, Nordmazedonien
- Buckhaven, Vereinigtes Königreich
- Haukipudas, Finnland
- Hammerfest, Norwegen
- Holbæk, Dänemark
- Sassnitz, Deutschland
- Stralsund, Deutschland

## Söhne und Töchter der Stadt
- Axel Kock (1851–1935), Linguist, Germanist und Universitätsprofessor
- Beatrice Zade (1875–1948), Schriftstellerin
- Claes Rosendahl (1929–2013), Jazz- und Unterhaltungsmusiker
- Thomas Fehling (1940–2009), Jazzmusiker und Architekt
- Maria Bengtsson (* 1975), Opernsängerin
- Fredrik Kronkvist (* 1975), Jazzmusiker
- Peter Hanson (* 1977), Profigolfer
- Mattias Ohlin (* 1978), Schwimmer
- Andreas Isaksson (* 1981), Fußballspieler
- Freddy Borg (* 1983), Fußballspieler
- Stéphanie Öhrström (* 1987), Fußballspielerin
- Kim Wall (1987–2017), Journalistin
- Andreas Nilsson (* 1990), Handballspieler
- Clara Lerby (* 1999), Handballspielerin